# 藤川三渓
藤川 三溪（ふじかわ さんけい、1817年1月11日〈文化13年11月24日〉- 1889年〈明治22年〉10月22日）は讃岐国出身の医師であり儒学者、教育者。捕鯨にも造詣が深く、官職に就いた際も水産資源の開発などに注力した。名は忠猷。字（あざな）は伯孝。通称は求馬、将監、能登。

## 生涯
讃岐国高松藩の医師・藤川南凱（なんがい）とその妻・八重子の子として山田郡三谷村に生まれる。曾祖父に当たる藤川東園は近隣に知れわたる大学者であった。三渓は武芸に優れ、幼年期には神童と呼ばれるほどであったが、母が生後間もなく世を去ったため家庭的には恵まれなかった。父は天保2年（1831年）4月、三渓が16歳の時に胸を病み43歳で亡くなったが、枕元で看病する息子に様々なことを教え諭した。病苦を押しての父の教訓は三渓の心の奥深くにまで染み込み、生涯忘れることはなかったという。その後は同藩の中山城山に学問を学んだ。
天保12年（1841年）長崎に出て高島秋帆門下に入り砲術を学ぶ。砲術を利用した捕鯨についても教えを受け、実際に五島に於いて捕鯨を行う。天保14年（1843年）高島のもとを辞すと、九州四国の各地を周遊して帰郷した。三渓は安政元年（1854年）の夏に蝦夷地を視察。上京して勤皇の志士と交わったという。1855年（安政2年）には、後に邦人初の樺太一周を成す岡本文平が三渓の塾で食客となっており、三渓と某の会話に出てきた薩哈隣（サガレン）つまり樺太に強い興味を惹かれ、後の北方遠征のきっかけとなる。文久3年（1863年）6月には農兵の訓練を上申。松平頼該はこれを受け入れ、三渓は自ら隊長となり545名を訓練した。この隊は龍虎隊と名付けられ、頼該は自製の軍旗を与えて激励したとされる。同年7月、三渓は屋島北端の永崎鼻に砲台を築く。また二十六ポンド砲を新鋳して振遠砲と名付けた。しかしこれらの事が高松藩内の佐幕派、家老の小夫兵庫正容らに疎まれ、同年10月捕縛されると鶴屋町の牢獄に入れられた。
明治元年（1868年）松平頼該の説得により高松藩は薩長側への恭順を決めた。これにより同年1月20日、三渓は牢より約5年ぶりに開放。明治2年（1869年）6月、関白・九条尚忠より「三渓」の號を賜った。その後、明治5年（1872年）に太政官正院記録局編集課の御用係となり、米国人2名を雇って千葉は加知山の漁師に洋式捕鯨法を習わせた。明治6年（1873年）4月、小笠原諸島の開拓及び近海での捕鯨を建白。同年6月に捕鯨会社「開洋社」を認可申請し、12月に許可を得る。明治7年（1874年）、野に下り私塾・麗澤学舎を開く。明治8年（1875年）太政官正院修史局の三等協修に任ぜられる。明治10年（1877年）2月に依願免職。翌月修史館御用係となる。明治14年（1881年）9月、病気のため官職を辞す。明治16年（1883年）千葉県山辺郡大和田村に報国社を興して不毛地380町歩の開墾に取り組んだ。この翌年東京に戻り青山に居住。明治20年（1887年）9月、東京に大日本水産学校を開校したが、入学志望者が少なく資金不足により5ヶ月程で閉校。翌年場所を改めて大阪水産学校を開き、わずかな生徒ではあったが教えを授けた。明治22年（1889年）10月、満72歳（数え年で74歳）で没する。葬儀は神式にて行われ、大阪で密葬されたのち東京の青山斎場で本葬が営まれた。戒名は釈天照院居士、青山墓地の一号地に埋葬。大正4年（1915年）11月、大正天皇御即位大典に際して正五位を追贈されている。

## 著作
- 『春秋大義』上下巻、1837年（1883年5月版、NCID BA32554516）
- 『維新實記』全72巻、1879年
- 『海国急務』全1巻、1886年11月、DOI 10.11501/802129
- 『捕鯨圖識』全3巻、1889年9月、NCID BB08631764
- 『水産圖解』全2巻、1889年10月

他、多数有り。